# Christian August Bugge
Christian August Bugge, född 11 maj 1853 i Mandal, död 12 december 1928, var en norsk präst och teologisk författare.

## Biografi
Bugge skrevs in som student på Fredrikstads latingymnasium 1872, blev teologie kandidat 1878 och teologie doktor 1895 samt utnämnd till präst 1903 vid fängelset i Kristiania, från vilken tjänst han 1924 tog avsked. Han studerade 1879 vid Erlangens-, 1885-1886 vid Leipzigs- och 1886 vid Cambridges universitet. Utöver uppsatser och avhandlingar i tidskriften Luthersk ugeskrift, som han var redaktör för 1891-1892 tillsammans med M.J. Fæerden, samt i Vidar, Statsökonomisk tidsskrift och For kirke og kultur liksom i dagspressen, författade Bugge böckerna Herbert Spencers opdragelseslære (1886), Udviklingslærens moral. En fremstilling og kritik (1890), Paradokserne i Jesu Christi læreform (1894), Om Jesu Christi parabler (1895), Parablerne om Guds riges hemmeligheder (samma år) - de två sistnämnda bildar hans doktorsavhandling -, Bibelens krav til vor tid (1897), Jesu hovedparabler, udlagde (1901) och Das gesetz und Christus in evangelium. Zur revision der kirchlichen lehre "de lege et evangelio" (utgiven av Kristiania videnskabsselskab, hist.-filos. skrifter n:r 3 för 1903). Hans främsta arbete är "Das christusmysterium. Studien zur revision der geschichte des urchristenthums" som publicerades i Videnskapsselskrs skrifter, II, 1915. År 1916 gav han ut Fra min fængselstid och 1924 En sørlandsby. Erindringer og skildringer fra Mandal i gammel og nyere tid.